# Державний літературний музей
55°45′59.27″ пн. ш. 37°36′55.49″ сх. д. / 55.7664639° пн. ш. 37.6154139° сх. д.

Державний Літературний музей (рос. Госдарственный литературный музей) — державний музейний заклад в місті Москва, присвячений вивченню та популяризації російської літератури.

## Ініціатива Бонч-Бруєвича і приміщення

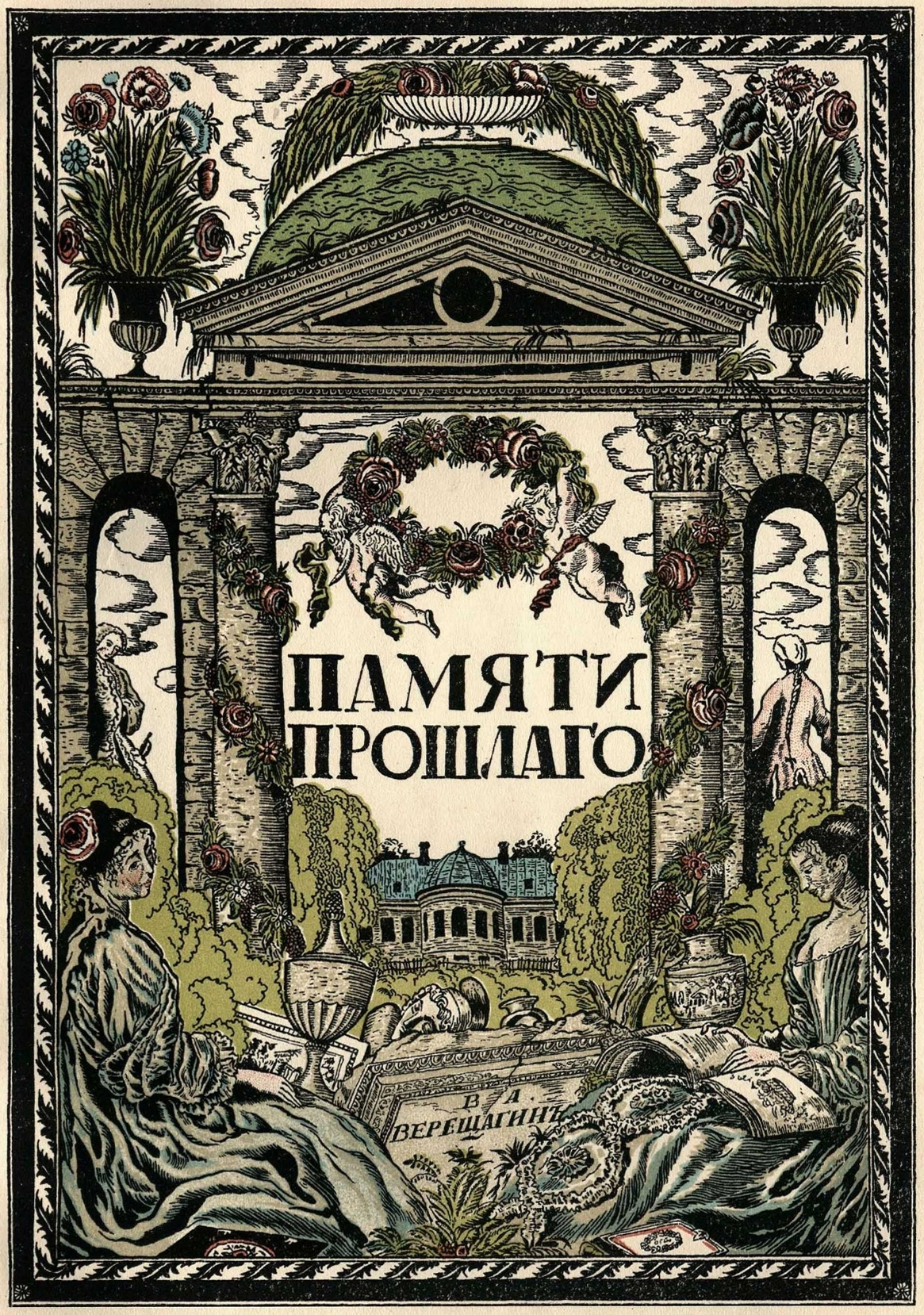
Худ. С. В. Чехонин. Обкладинка книги «Памяти прошлого». 1914 р.

Ще за часів царату в Петербурзі існував і діяв загальний літературний музей під назвою Пушкінський Дім. В Москві, куди перевели столицю більшовики, існувало два літературні музеї: Центральний музей художньої літератури, критики та публіцистики та літературний музей Всесоюзної бібліотеки СРСР імені В. Леніна. Ще в травні 1931 року Наркомпрос РФ (більшовицьке міністерство просвіти) створило особливу комісію для створення в Москві одного Центрального Літературного музею. Ініціатива належала Бонч-Бруєвичу Володимиру Дмитровичу (1873—1955). Він і став першим радянським директором нового музейного закладу.
Більшовикам дісталась практично середньовічно забудована Москва з безліччю вузьких вулиць і провулків, низкою сіл і колишніх садиб як в самій Москві, так і на її околицях, низкою старовинних монастирів і церков. Почалось планове знищення старовинної забудови міста, приховане під декілька хвиль її соціалістичної реконструкції. Спрощення планової забудови і розширення деяких вулиць супроводжувалось невиправданим знищенням старовинних пам'яток архітектури, аналогів яких ніде не було в країні. Москва за часів СРСР втратила більшу частину архітектурних пам'яток старовини і була виключена зі списків історично значущих міст.
Хвиля знищень була особливо загрозливою через приховану війну як з дворянством і буржуазією, так і з духовенством і церквою. В добу Безбожної п'ятирічки була закрита низка церков і московських монастирів. Саме цим обумовлене розташування Державного Літературного музею в Москві в старовинній будівлі Високо-Петровського монастиря, в так званих Наришкинських палатах.

## Фонди

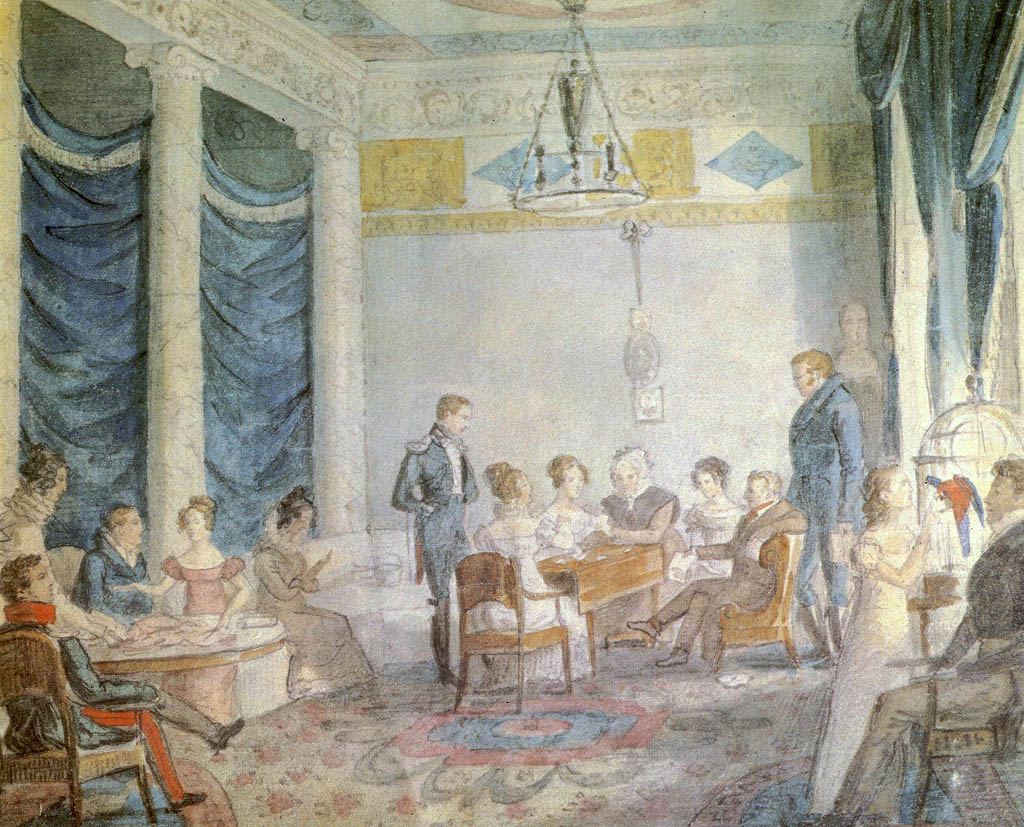
Анонім 19 ст. «Вітальня родини Оленіних», 1820-ті рр.

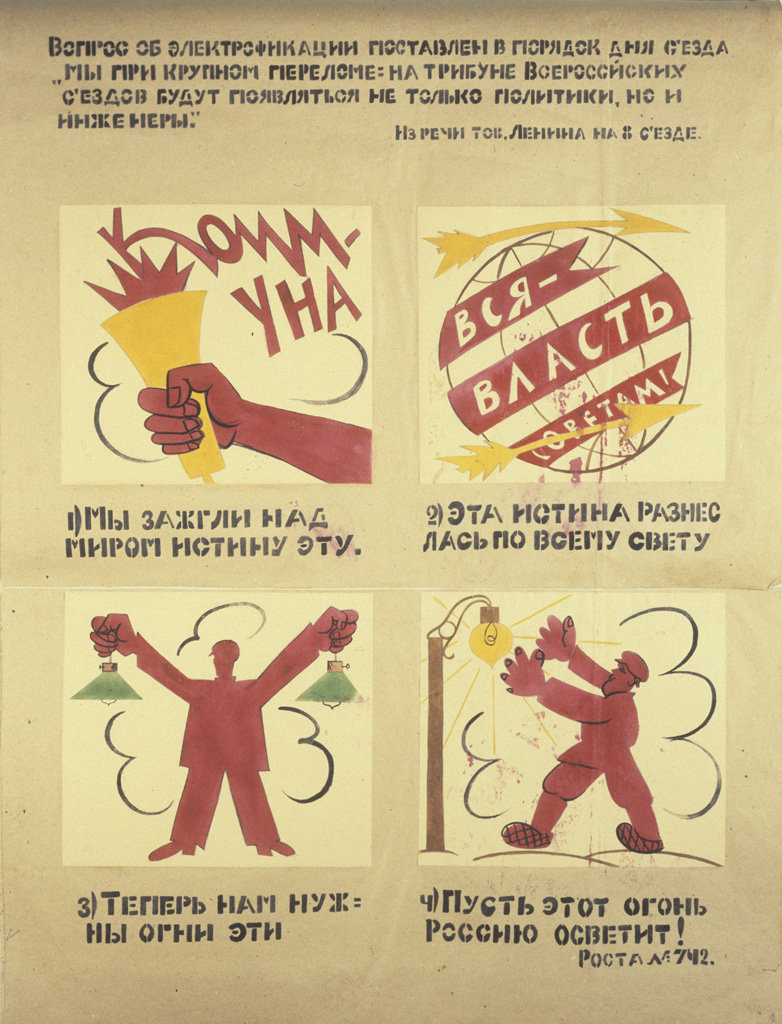
Володимир Маяковський. «Вікна РОСТА».

До початку 20 ст. російська література пройшла довгий шлях розвитку і мала два періоди світового визнання — в 19 столітті і на зламі 19-20 століть. Уславлений період 19 століття з його низкою відомих літераторів від О. Пушніна до Лева Толстого та Антона Чехова головували в експозиції. Але фонди Рум'янцевської бібліотеки, перетворені в бібліотеку імені Леніна, надзичайно збагатили музей матеріалами, архівами і документами інших періодів. Так, в музеї були матеріали, що висвітлювали російську історію книгодрукування, рукописи і приватні архіви письменників, архіви російських видавництв, низка прижиттєвих видань. Сюди передавали реквізовані з закритих монастирів стародруки, рукописи, копії літописів, книги реєстрацій шлюбів і поховань тощо.
В роки сталінського режиму було нагло відкинуто допереворотний 1917 року період розвитку російської літератури, що відбивалось як в знищенні московських архівів, так і в зміні акцентів з авторитету літераторів попереднього періоду на період побудови соціалізму більшовицького зразка. Сюди роками передавали рукописи, архіви і меморіальні матеріали радянських письменників і поетів, що перейшли на бік більшовиків (Володимир Маяковський, Дем'ян Бедний, Олександр Фадєєв, Борис Полєвой, Олександр Твардовський тощо).
Цензурні обмеження більшовицького уряду мали надзвичайний вплив на просвітницьку і виставкову діяльність музею, де були створені закритий фонд і фонд видань з надто обмеженим користуванням. Серед закритого фонду були всі емігрантські російські видання і періодика, богословська література, твори репресованих письменників за часів СРСР тощо.
Згодом Державний Літертурний музей збагатився як новими надходженнями, так і новими філіями. Серед них — Меморіальний кабінет А. В. Луначарського (1875—1933) — першого радянського міністра культури, Меморіальний музей-квартира О. М. Толстого (1883—1945), «червоного графа», котрого зробили ключовою фігурою парадного фасаду радянської літератури часів Сталіна поряд із Максимом Горьким (1868—1936) та Іллєю Еренбургом (1891—1968). Цензуровану низку літературних матеріалів передав в музей радянський Союз письменників.
Разом із меморіальними речами письменників в музей почали надходити періодичні видання, живопис, грамплатівки із записами політичних доповідей, читаннями віршів низки російських і радянських поетів. Висока концентрація літераторів в радянській столиці сприяла появі цілої низки меморіальних квартир і будинків-музеїв окремих письменників.
Не всі галузі російської літератури були вчасно охоплені музейниками закладу. Так, меморіальний музей Марини Цвєтаєвої в Москві виник з ініціативи її палких шанувальників, які ніколи не були співпрацівниками Державного Літературного музею.
По розпаду СРСР 1991 року пройшла переоцінка давніх літературних авторитетів, котра звеличила творчість низки літераторів минулого, серед яких Цвєтаєва Марина Іванівна, Корній Чуковський, Мандельштам Осип Емільович, Булгаков Михайло Опанасович. Остання літературна сенсація російської літератури кінця 20 ст. — поет-вигнанець, вимушений емігрант Бродський Йосип Олександрович. Все це принесло зміни в концепції виставкової і просвітницької діяльності тепер вже Державного Літературного музею Москви.

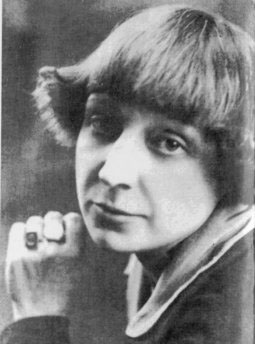
Цвєтаєва Марина Іванівна, фото 1925 р.
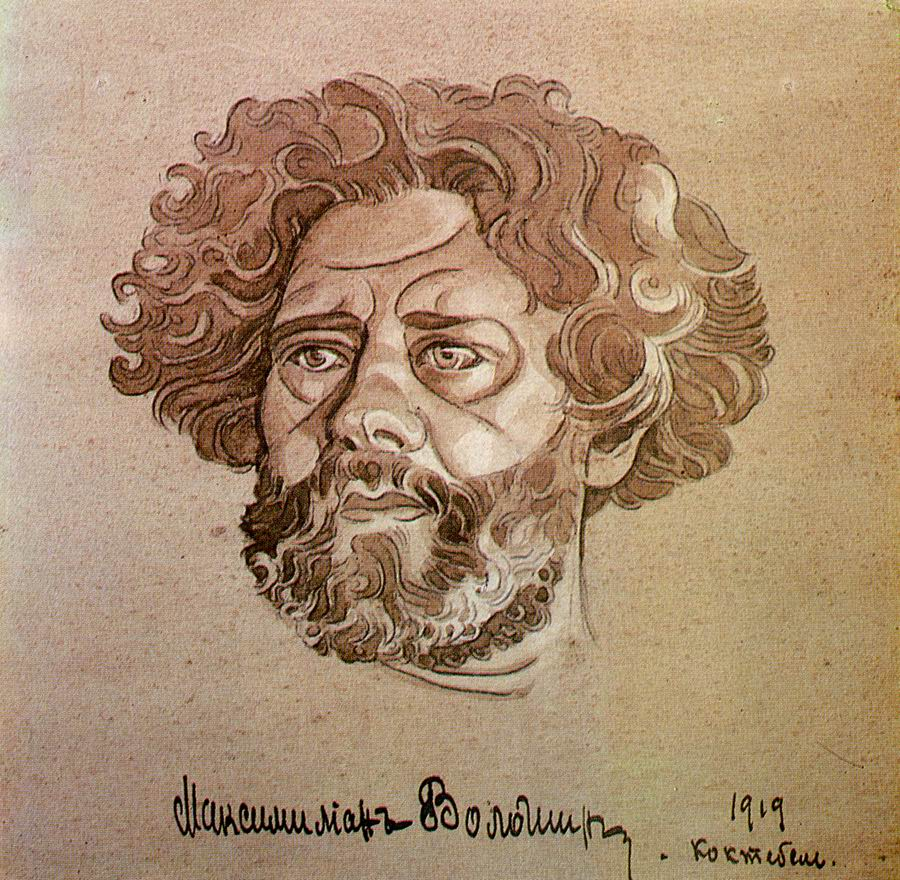
Волошин Максиміліан Олександрович, 1919 р.
Сталін і письменник Горький. Обкладинка журналу 1934 року
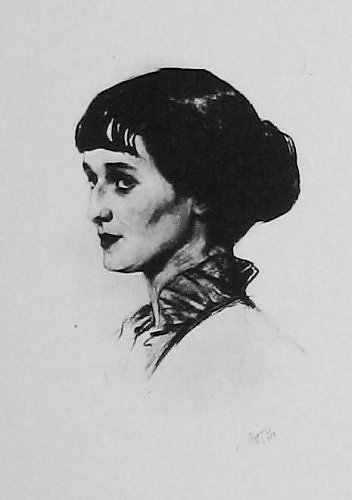
Анна Ахматова, 1914 р.
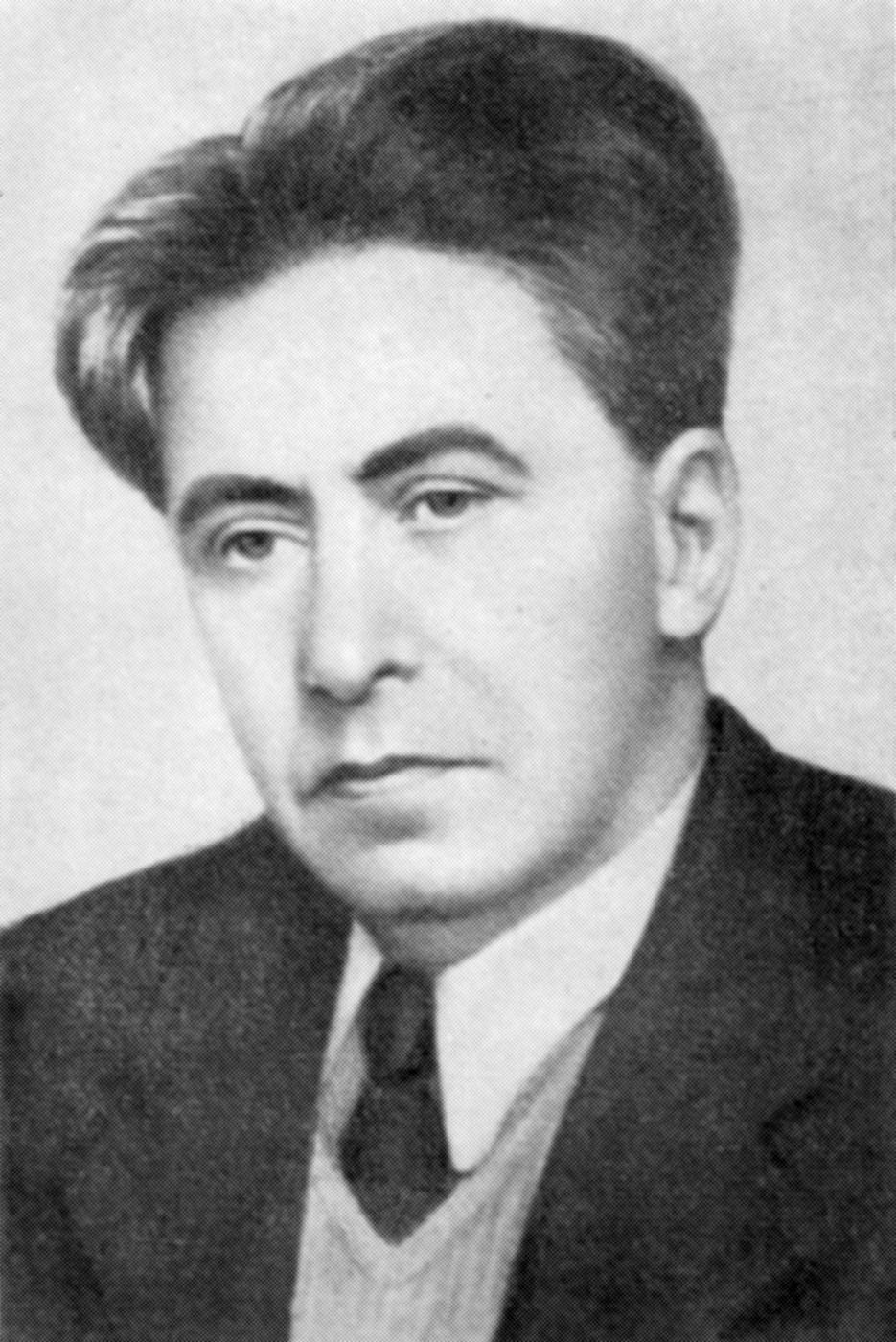
Еренбург Ілля Григорович
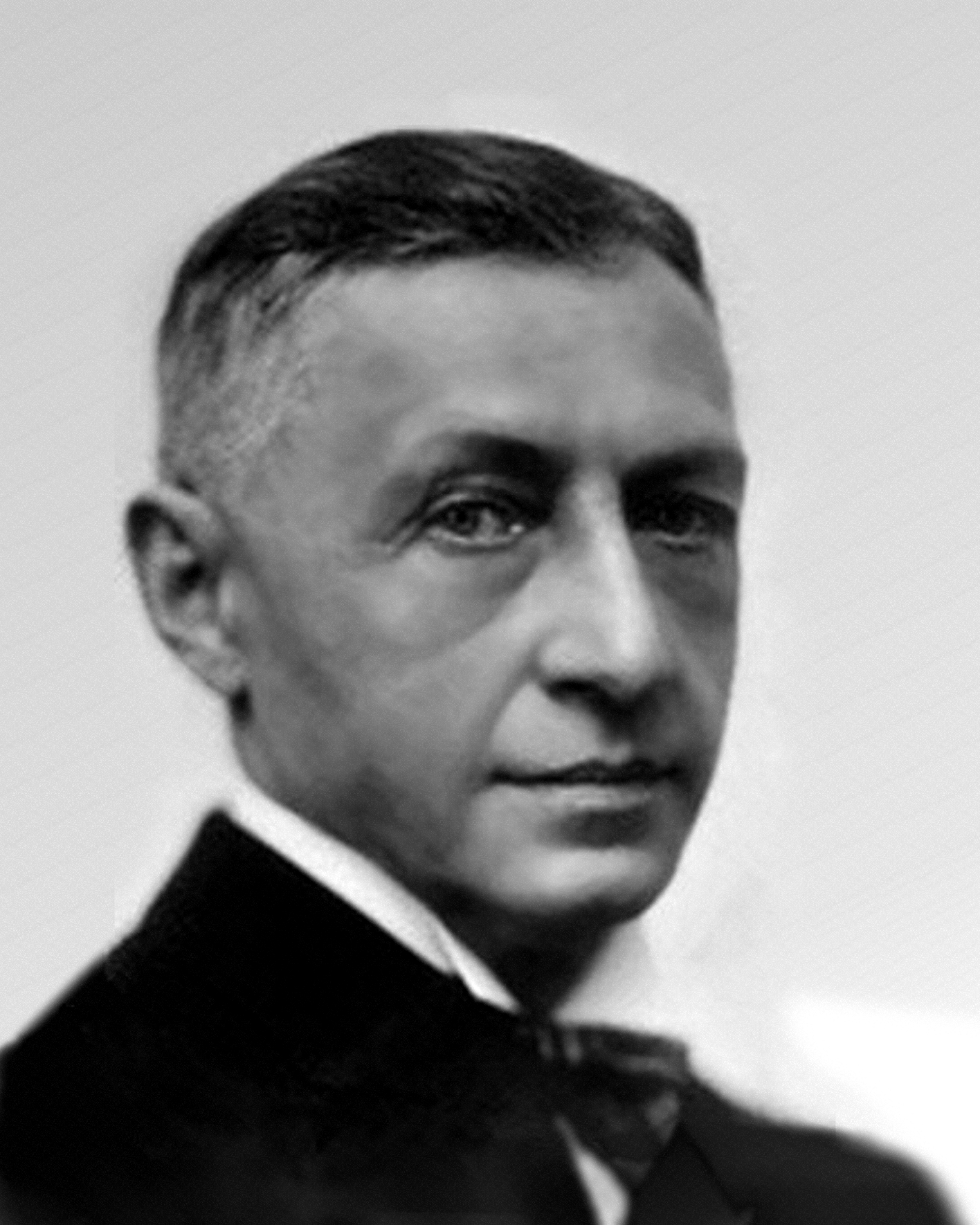
Бунін Іван Олексійович, 1933 р.
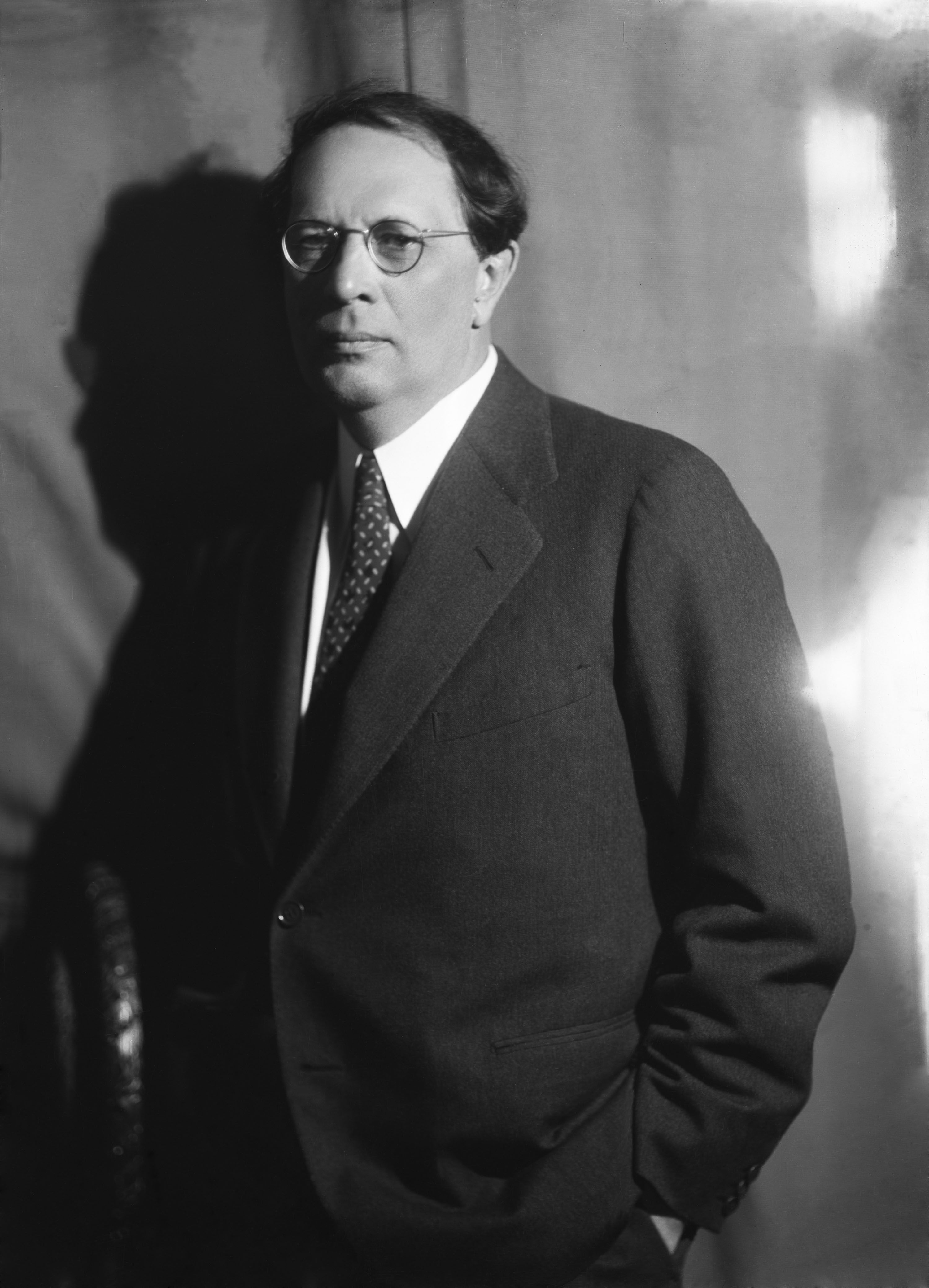
Толстой Олексій Миколайович
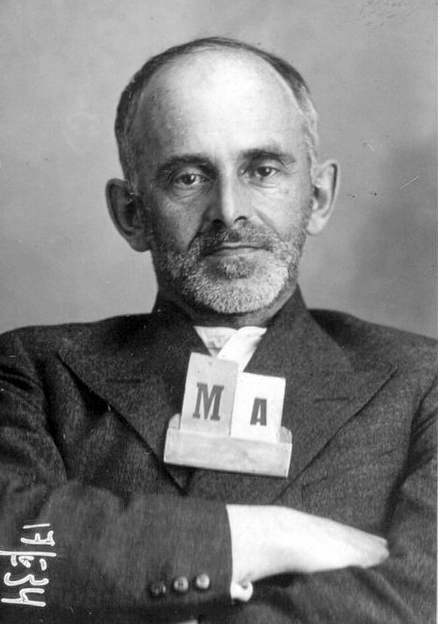
Мандельштам Осип Емільович на засланні

## Філії
1. Будинок-музей О. І. Герцена —
2. Будинок-музей Антона Павловича Чехова —
3. Будинок-музей М. Ю. Лермонтова —
4. Виставкові зали Державного Літературного музею (Будинок Остроухова) —
5. Меморіальний кабінет А. В. Луначарського —
6. Відділ літератури 17—169 вв. (Наришкинські палати, Високо-Петровський монастир) —
7. Меморіальний музей-квартира О. М. Толстого —
8. Музей-квартира Ф. М. Достоєвського —
9. Музей «Серебряного века» («Дом В. Я. Брюсова») —
10. Будинок-музей Б. Л. Пастернака —
11. Будинок-музей К. І. Чуковського —
12. Будинок-музей М. М. Пришвіна —

## Графічні й архівні колекції

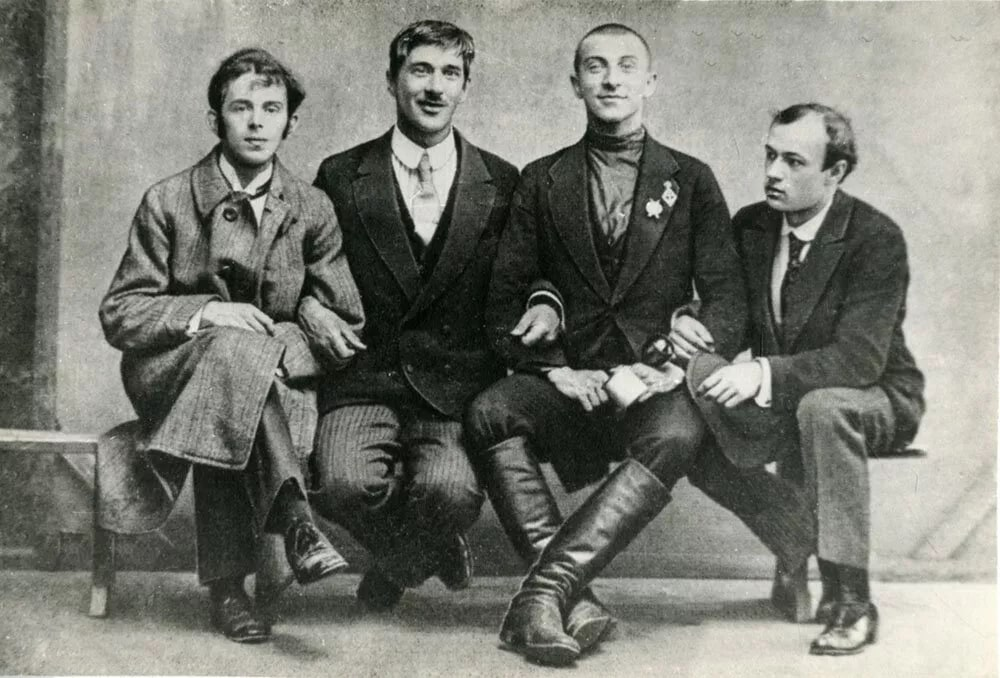
Фото 1914 р. Осип Мандельштам, Корній Чуковський, Бенедикт Лившиц, Юрій Аннєнков — крайній праворуч

Нестача виставкових і запасникових приміщень, цензурні заборони роками примушували міняти постійну експозицію і працювати в режимі пересувних виставок.
Літературний музей — це не тільки рукописи і видання. Це також приватні архіви письменників, їх меморіальні речі, де поряд зі значущими творами образотворчого мистецтва зберігались листівки, замальовки фахових художників, пам'ятні медалі, живопис, старовинні меблі, скульптура чи дрібна пластика, всі різновиди графіки (акварель, малюнок, літографія, книжкова ілюстрація). В 20 столітті до них додались фотоархіви, грамплатівки, записи на магнітофонах, кінострічки, компактдиски.
Особлива галузь — графіка, окрема чи пов'язана як з виданнями, так і з іконографічним матеріалом. Малюванням серйозно цікавились Олександр Пушкін і Михайло Лермонтов, Володимир Маяковський. Низку портретів відомих літераторів створили Перов Василь Григорович, Рєпін Ілля Юхимович, Аннєнков Юрій Павлович, Войтинська Надія Савелівна, Сомов Костянтин Андрійович, Ю. Іванов, І. Бунін та ін. Існує ціла галерея графічних портретів Олександра Пушкіна, Максима Горького чи Анни Ахматової, створена фаховими художниками протягом їх життя. Власними графічними колекціями в музеї представлені Бенуа Олександр Миколайович, Анна Остроумова-Лебедєва, Маяковський Володимир Володимирович, Світальський Володимир Олександрович, Аннєнков Юрій Павлович, низка радянських художників-графіків.
Всі вони — теж експонати Державного Літературного музею.

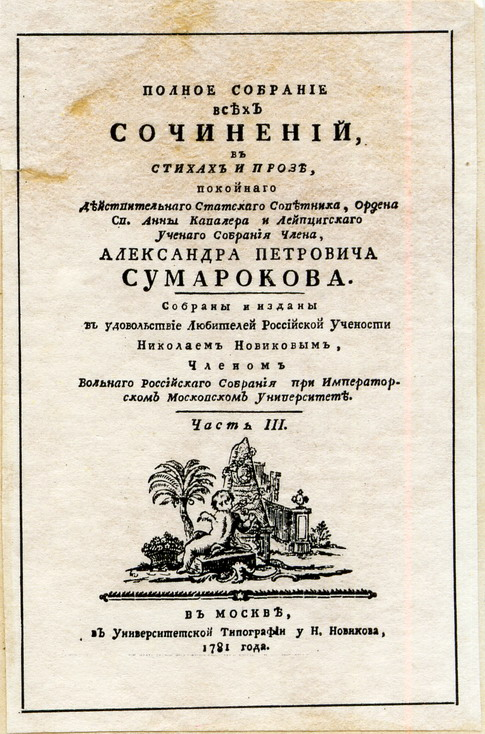
Титул посмертного видання О.П. Сумарокова, 1781 р.jpg
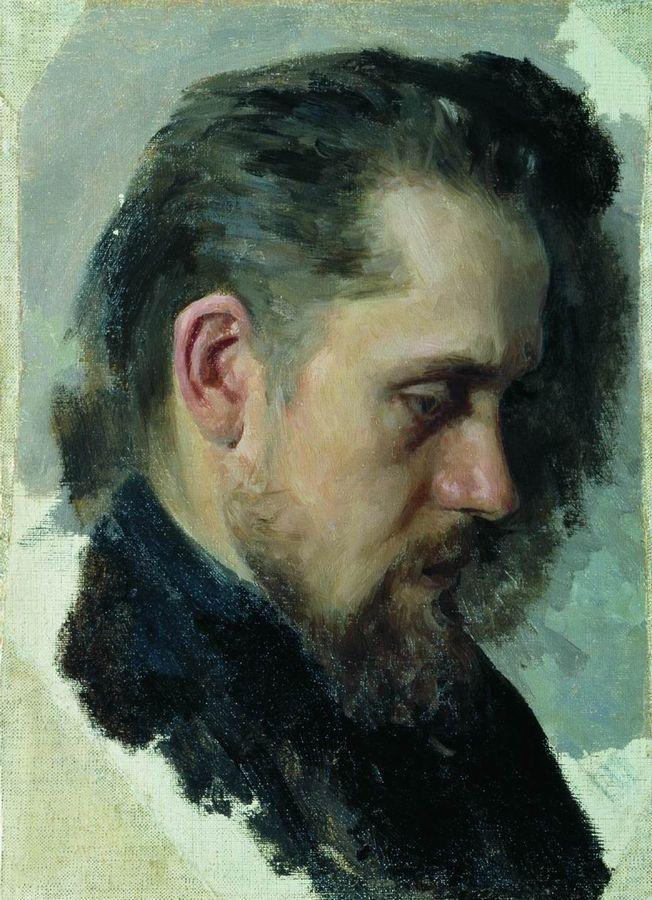
Худ. М. Неврев, «Письменник М. Помяловський», 1860 р.
Титул видання М. Салтикова-Щедріна,  1918 р.jpg
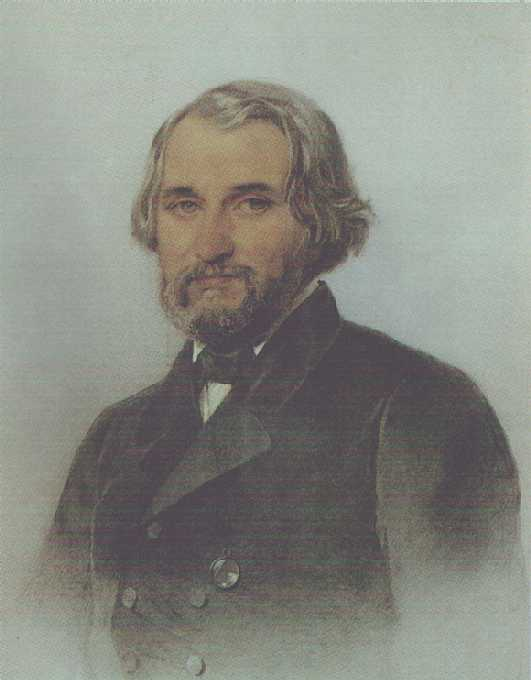
Худ. А Нікітін, Тургенєв Іван Сергійович, 1857 р.
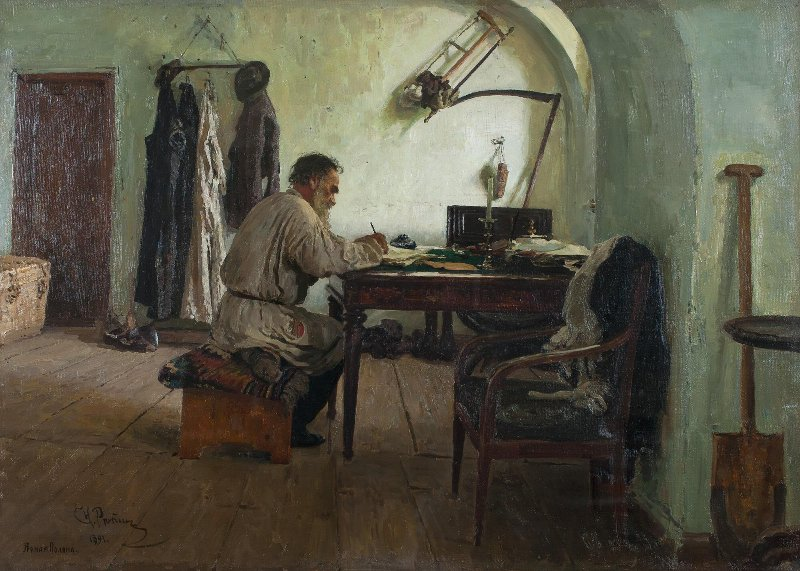
Ілля Рєпін, «Лев Толстой»
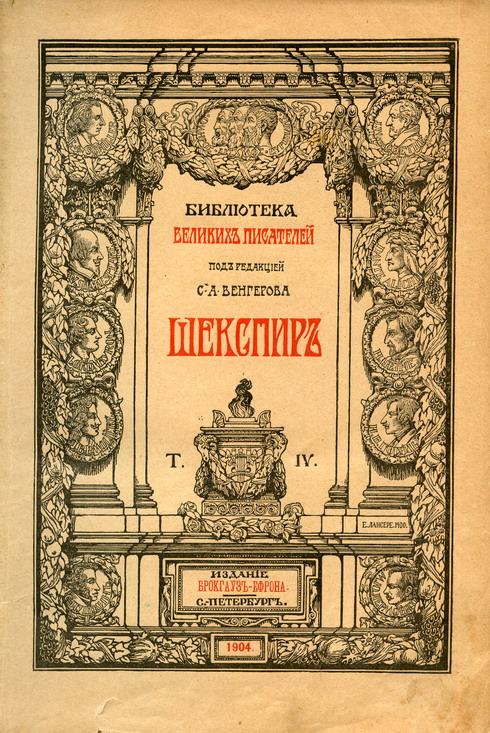
Титул видання Шекспіра в перекладах російських поетів, 1904 р.
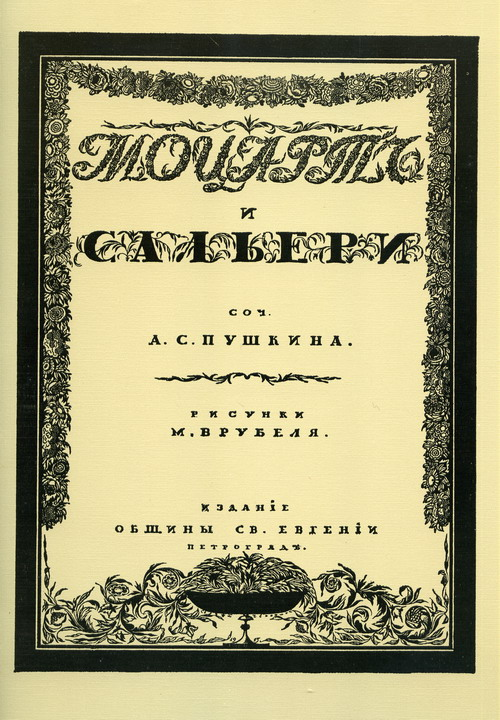
Видання п'єси «Моцарт і Сальєрі» з ілюстраціями М. Врубеля
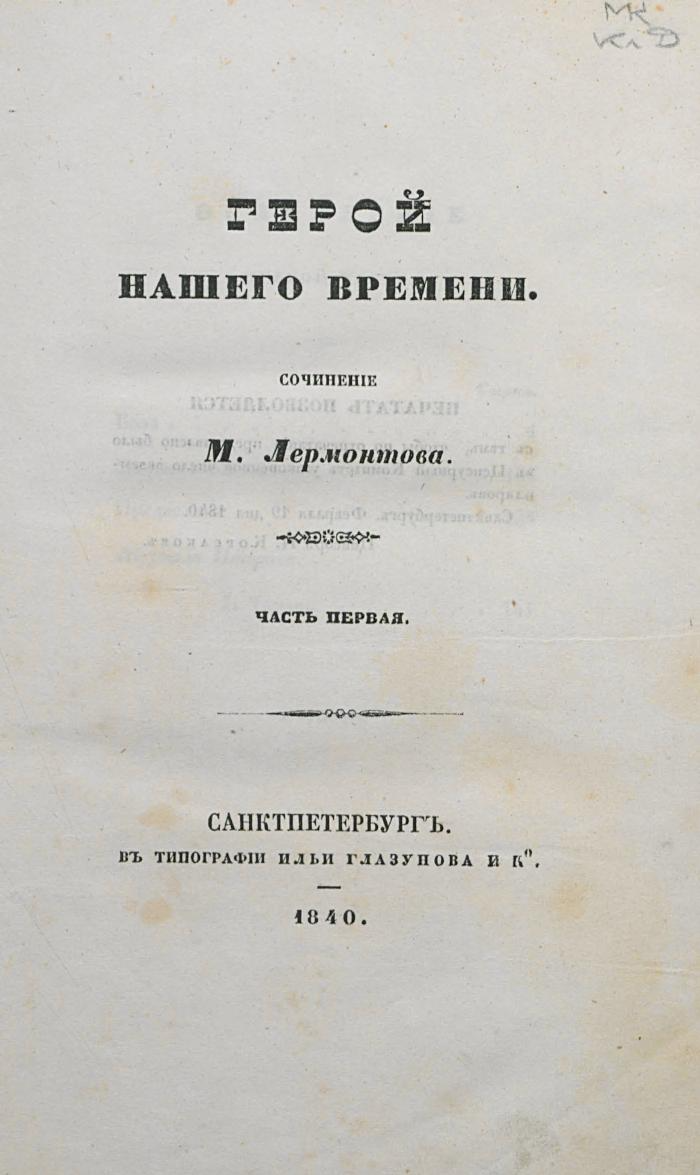
М. Лермонтов. «Герой нашого часу», прижиттєве видання 1840 р.
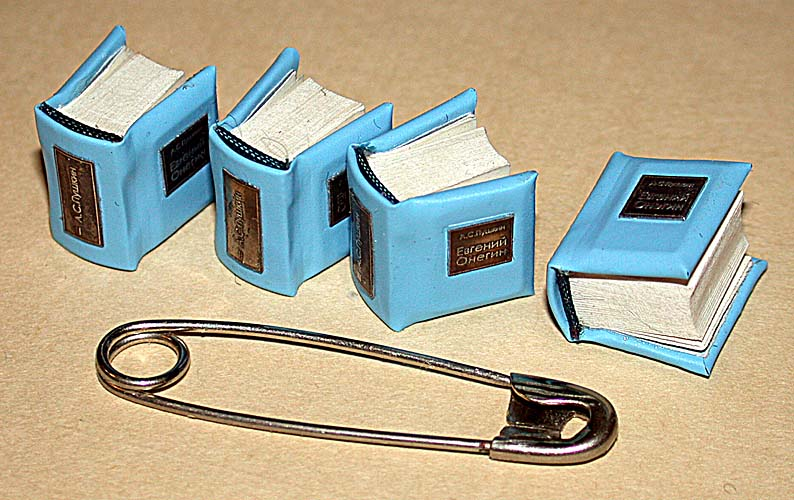
О. Пушкін. «Євген Онєгін», мінівидання
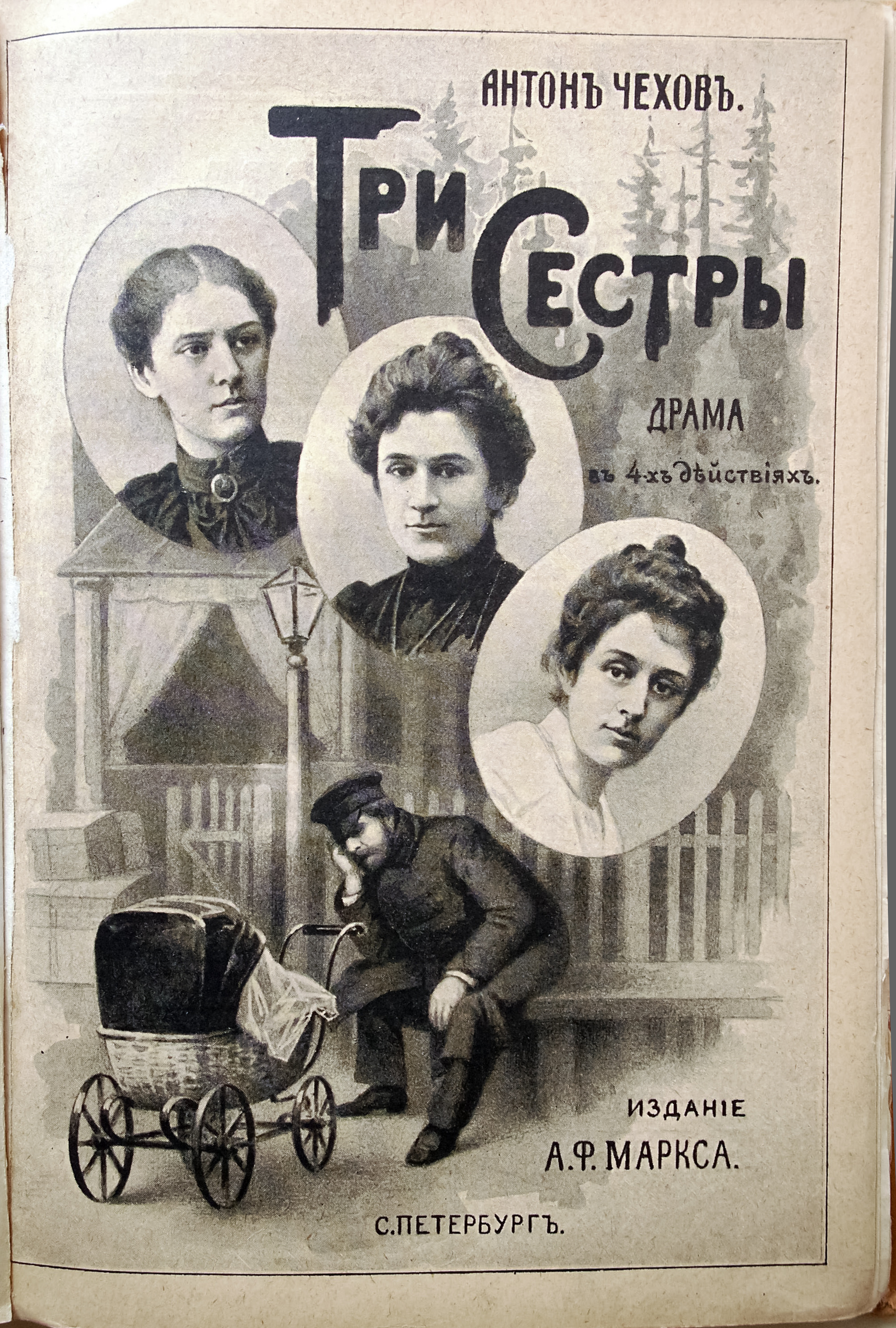
А. П. Чехов. Обкладинка першого окремого видання п'єси «Три сестри», 1901 рік.
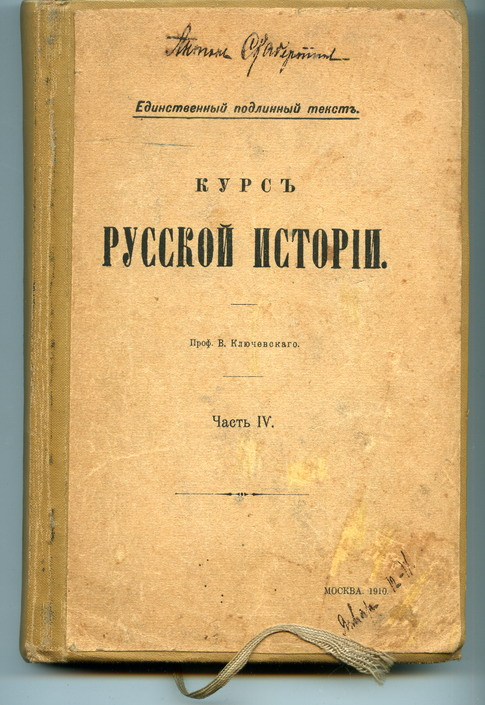
Курс російської історії В. Ключевського, 1910 р.

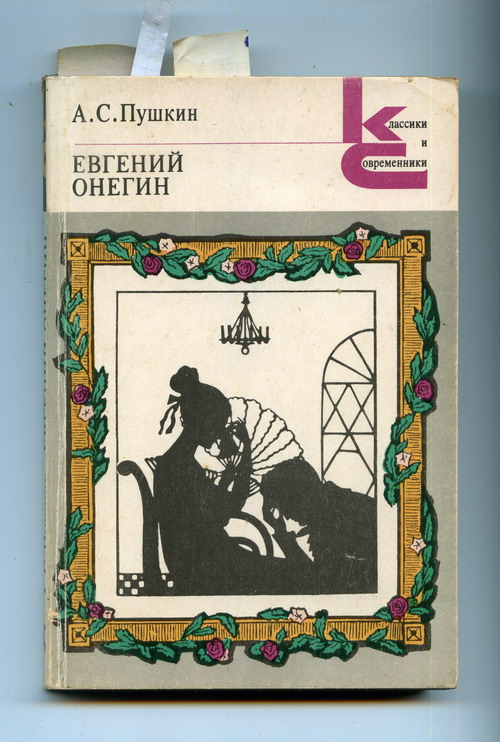
Масове видання 1984 року з ілюстраціями В. Світальського.
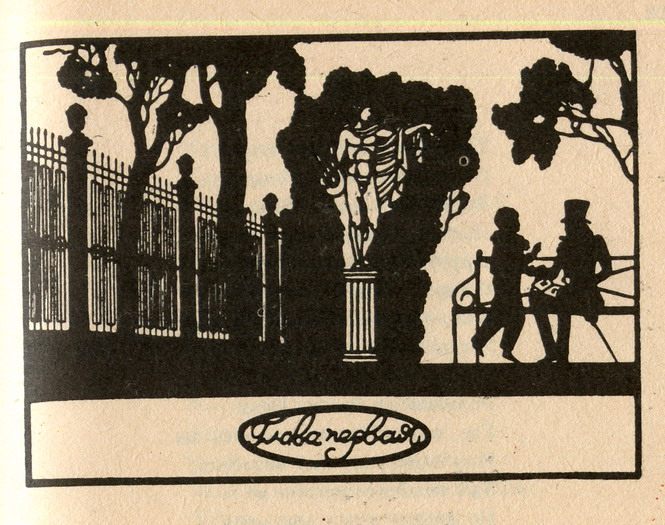
В. Світальський В Літньому саду
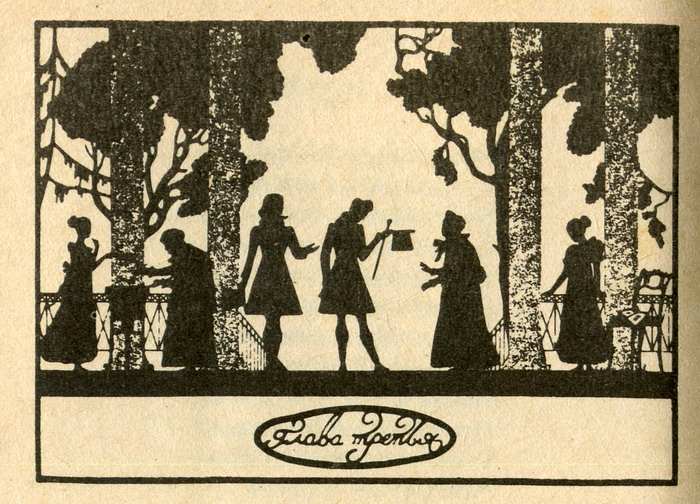
В. Світальський Візит в родину Ларіних
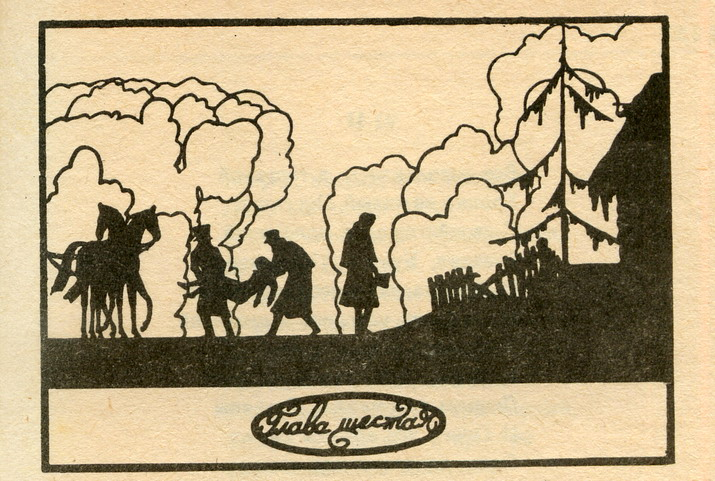
В. Світальський Дуель з Ленським.
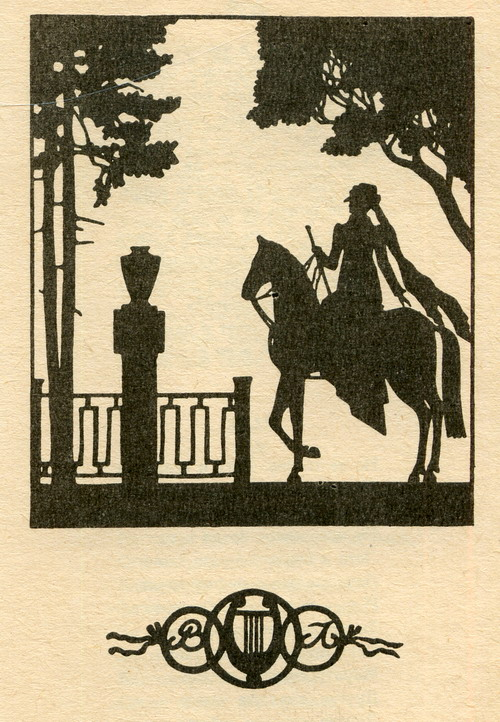
В. Світальський Відвідини поховання Ленського.
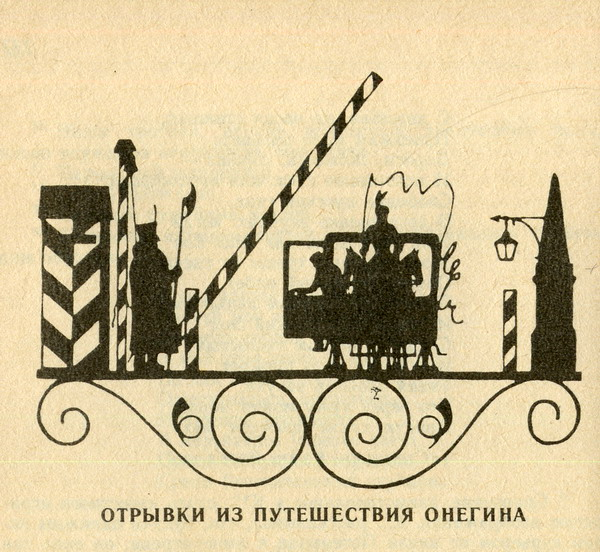
В. Світальський Уривки з подорожі Онегіна.
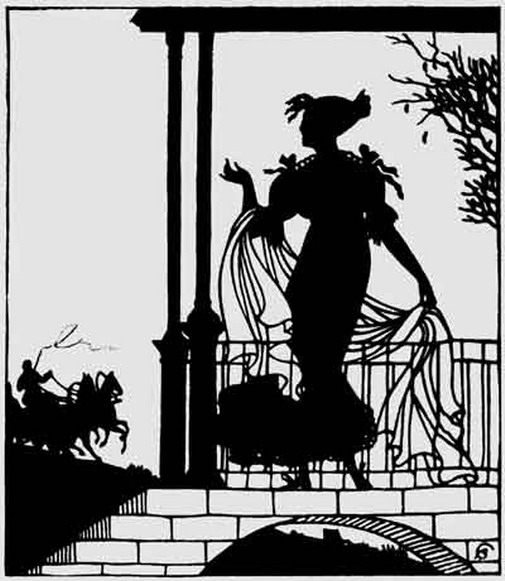
В. Світальський, силует (гравюра) до твору О. С. Пушкіна «Граф Нулін»